# Anchietea frangulifolia
Anchietea frangulifolia là một loài thực vật có hoa trong họ Hoa tím. Loài này được (Kunth) Melch. mô tả khoa học đầu tiên năm 1924.